# Compton Valence
Compton Valence est une paroisse civile et un village du Dorset, en Angleterre.